# Leonídas Papázoglou
Pour les articles homonymes, voir Papazoglou.
Leonídas Papázoglou (en grec moderne : Λεωνίδας Παπάζογλου) né en 1872 à Kastoriá, en Macédoine-Occidentale, et mort en 1918 dans sa ville natale, est un photographe grec.

## Biobgraphie
Né à Kastoriá, en Macédoine-Occidentale, alors dans l'empire ottoman, Leonídas Papázoglou déménage dans sa jeunesse à Istanbul où il étudie la photographie avec son frère Pantélis. À la mort de leurs parents fin 1890, les deux hommes retournent à Kastoriá et développent leur activité de photographes. Le travail de Leonídas Papázoglou et de son frère livre une image de la vie sociale dans la région de Kastoriá à l'époque de la lutte pour la Macédoine.
Leonídas Papázoglou meurt en 1918 à l'âge de 46 ans des suites de la grippe espagnole.

## Collections
Une partie de son œuvre est conservée au Musée de la photographie de Thessalonique.

## Galerie

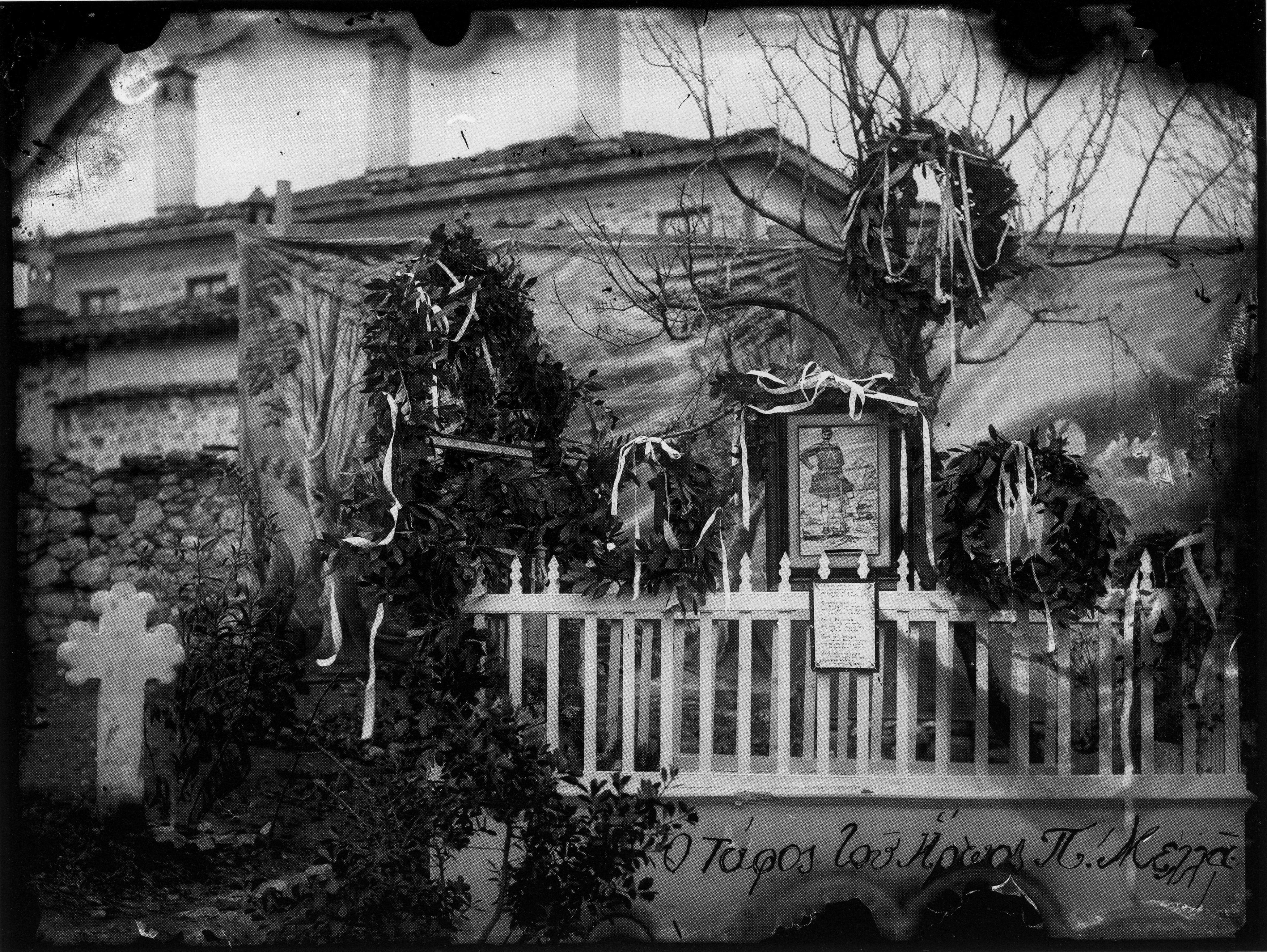
La tombe de Pávlos Melás, militaire grec impliqué dans le conflit macédonien, novembre 1904.
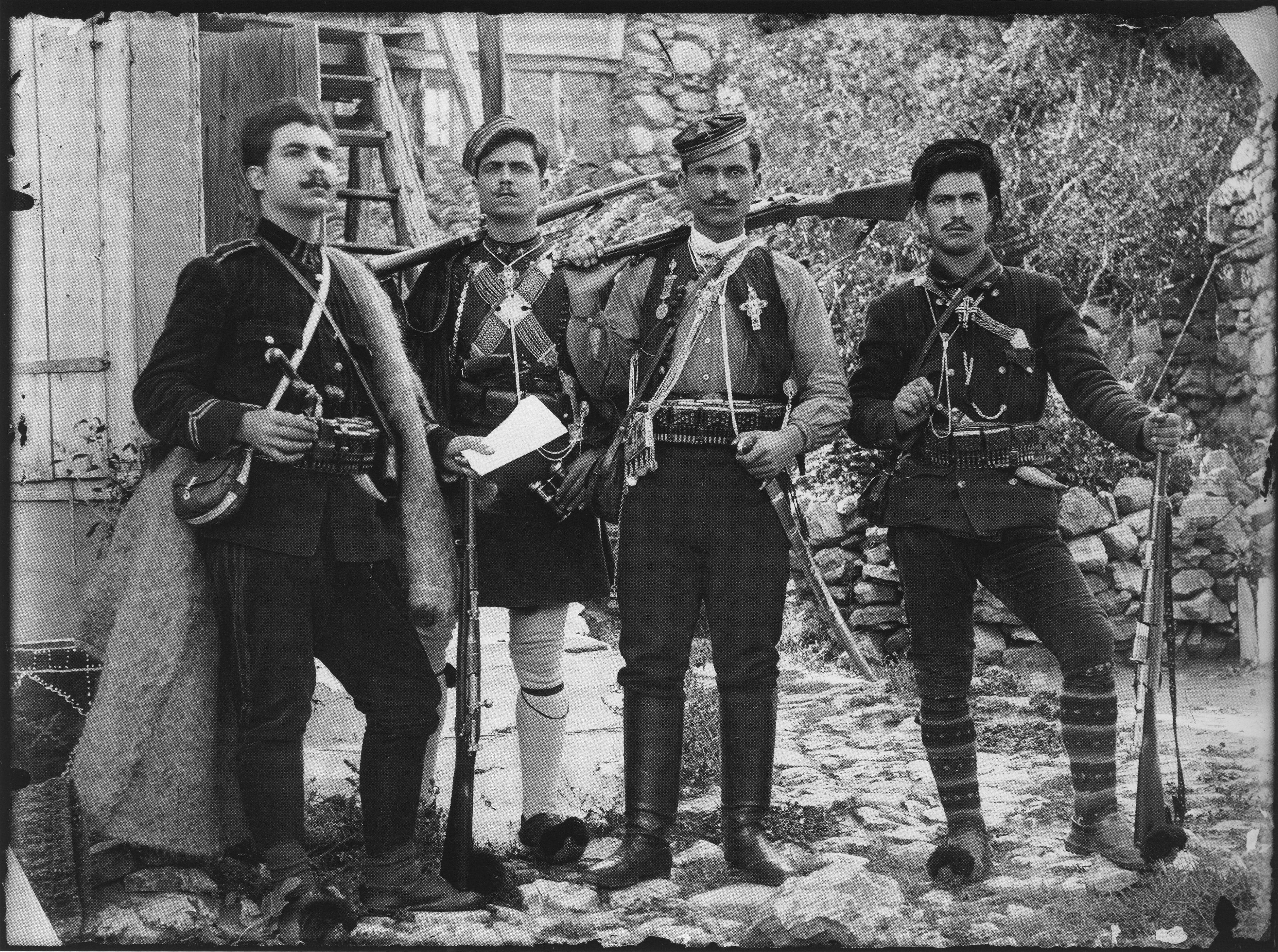
L'activiste grec en Macédoine Lazaros Apostolidis (el) et ses compagnons d'armes, 1908.
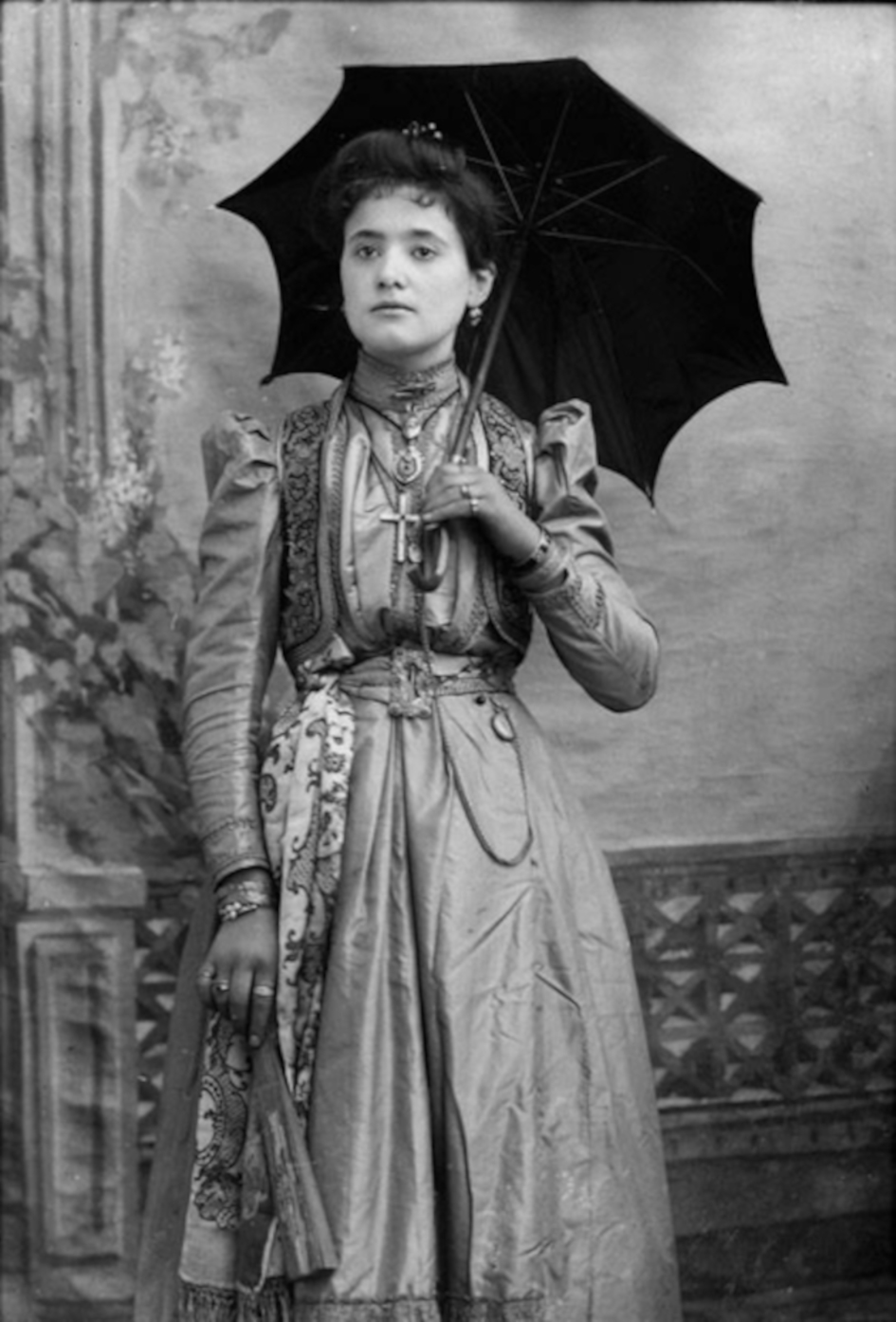
Une femme à Klisoura.
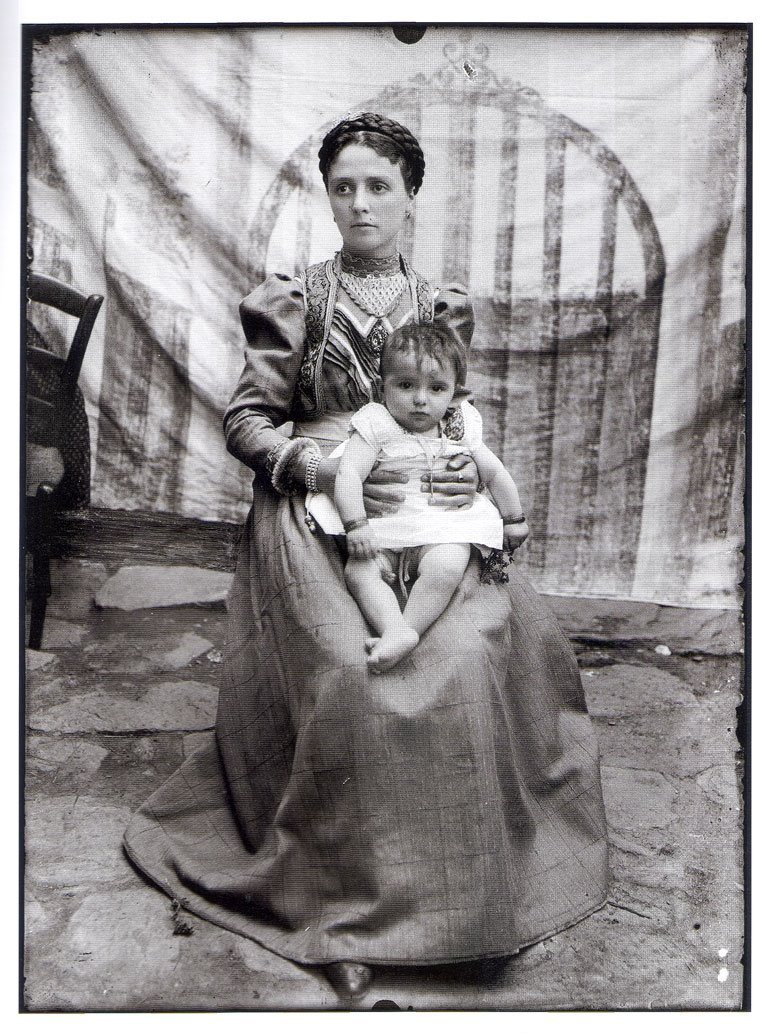
Une femme à Klisoura.
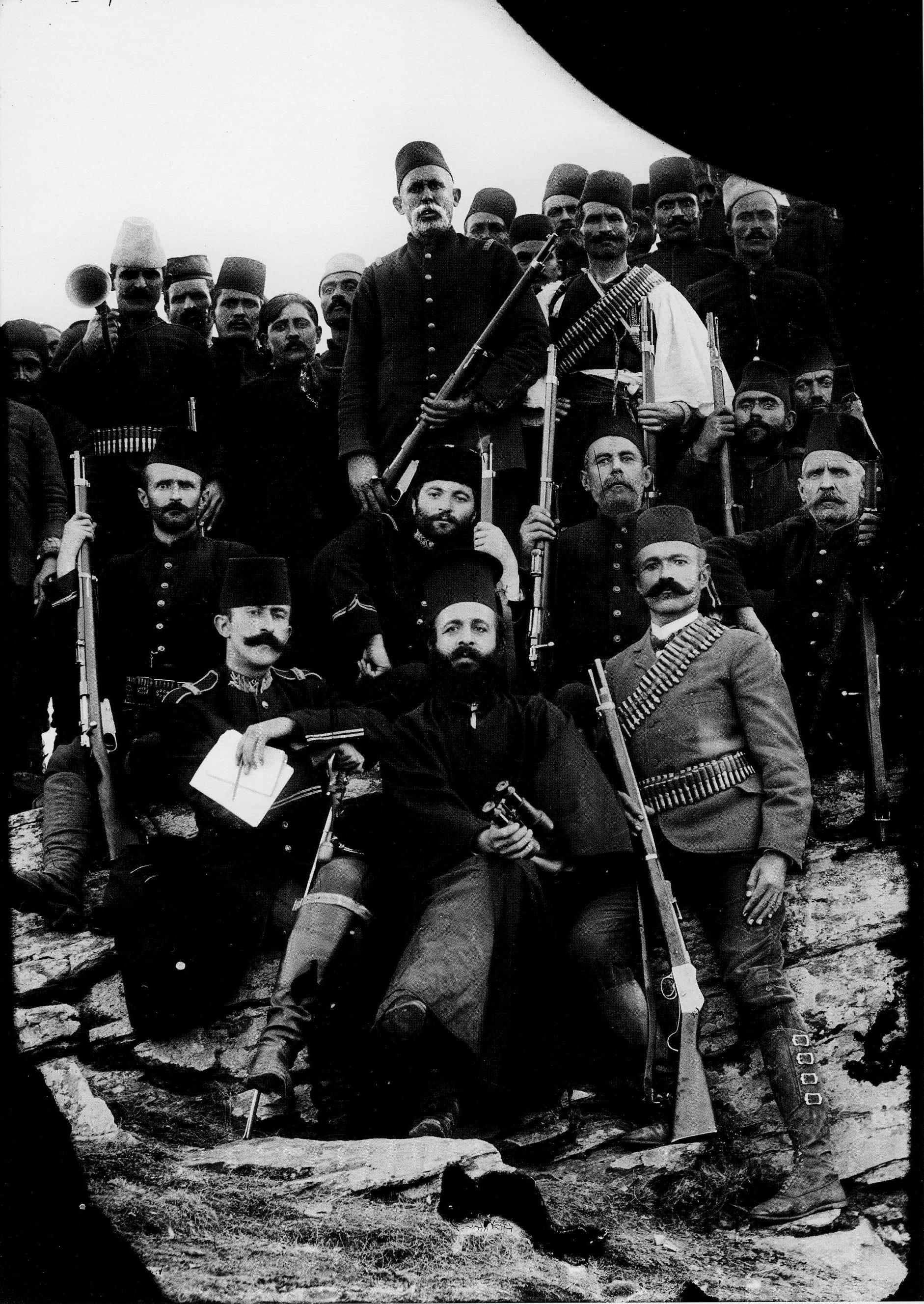
L'évêque de Kastoriá Germanos Karavangelis (el), entouré d'officiers et de soldats turcs.